# Église des Dominicains de Košice
Pour les articles homonymes, voir Église des Dominicains.
L'église des Dominicains (slovaque : Dominikánsky kostol) sise sur la place du même nom est la plus ancienne église de Košice, et le plus ancien bâtiment préservé de la ville. Elle est également connue sous le nom: église de l'Assomption. C'est un lieu de culte catholique romain, situé au centre de la ville, à deux pas de la «Hlavná ulica» (traduction: rue principale), près de la cathédrale Sainte-Élisabeth.

## Histoire

### Origine
Contrairement à de nombreux autres ordres religieux qui préféraient s'installer dans des régions éloignées, les Dominicains (prêcheurs) fondèrent - au XIIIe siècle - leurs monastères dans les villes. Il vivaient selon les enseignements de Dominique de Guzmán. Ils avaient pour mission l’apostolat, ce qui aurait été impossible sans leur présence dans les zones résidentielles.
Les dominicains appartenaient à un ordre mendiant: ils vivaient de l'aumône qu'ils recevaient de la population. Leur emplacement n'était généralement pas au centre de la ville, mais à la périphérie, près des remparts.
La première église dominicaine de Košice a été construite vers 1290. Le bâtiment est mentionné dans les écrits de 1303. L'église actuelle n'est pas identique à l'édifice de l'époque, mais elle contient des éléments architecturaux de cette époque, en particulier les chapiteaux des piliers qui soutenaient la voûte médiévale.
Un monastère a été fondé à côté de l'église, ainsi qu'une école au XIVe siècle.
À l'époque, l'actuelle place dominicaine appartenait en grande partie aux moines.

### Incendie

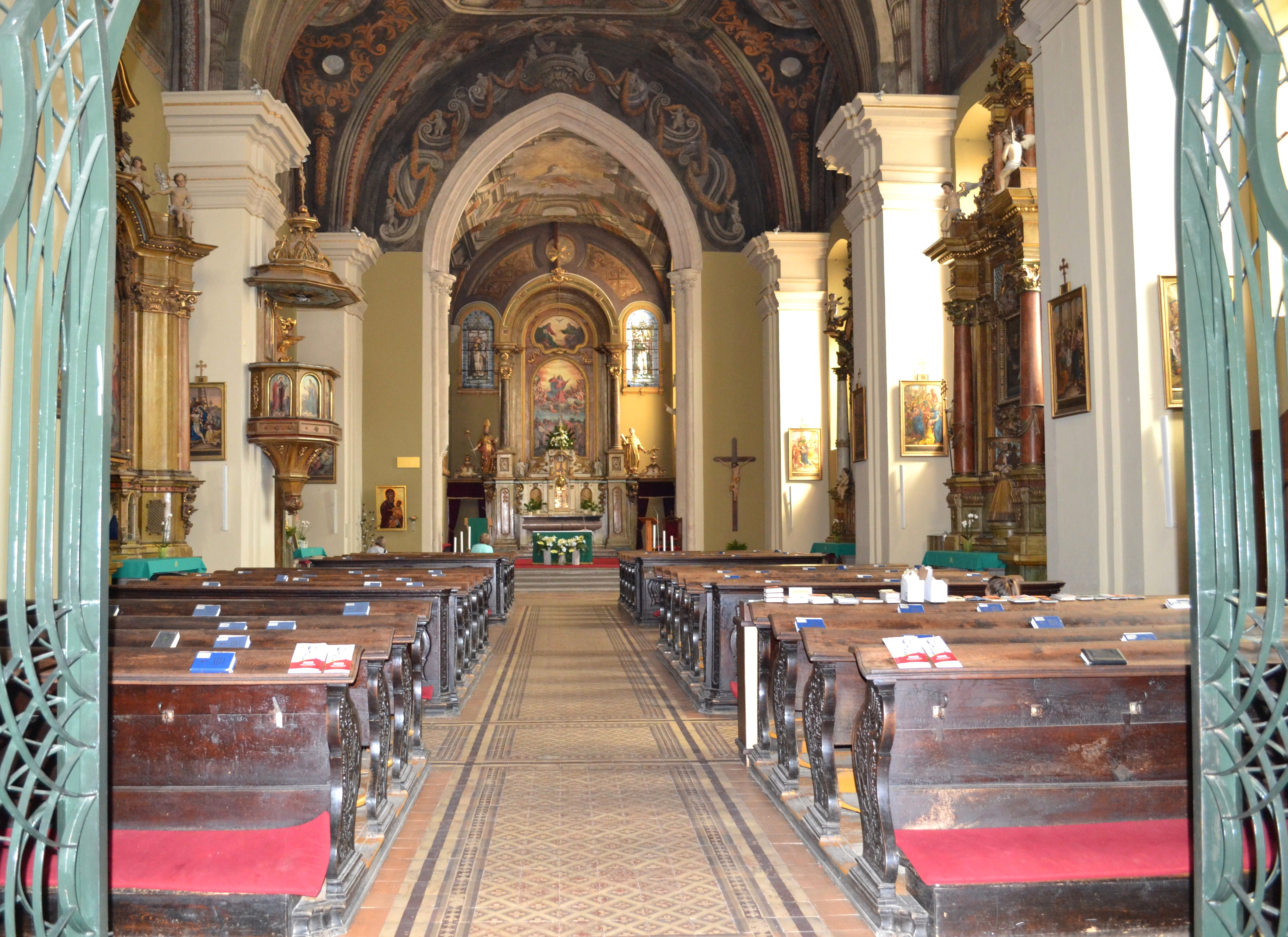
Intérieur

Un événement important dans l'histoire des Dominicains à Košice fut l'incendie dévastateur du 13 avril 1556.
Cette conflagration a consumé les trois quarts des maisons, qui étaient principalement en bois, de sorte que les habitants - contraints à la plus grande économie - ne pouvaient pas utiliser leurs ressources pour l'aumône en faveur des pères. Pour cette raison, après l'incendie, les Dominicains ont laissé temporairement la gestion de leur propriété au conseil municipal et ont déménagé à Trnava. Le fait que l'église réformée de Košice ait trouvé de plus en plus d'adeptes a peut-être également joué un rôle dans cette décision.
Le conseil municipal - n'ayant pas les fonds disponibles pour une réparation complète à court terme - a uniquement fait réparer le toit. Immédiatement, le service d'aide aux pauvres en milieu urbain s'est installé dans le bâtiment provisoirement restauré et a installé un entrepôt, ce qui a entraîné de longs différends entre le conseil municipal et l'ordre dominicain.
Le 16 décembre 1697, l'empereur Léopold I a émis un ordre exigeant que les dominicains retournent à Košice pour y poursuivre leur activité initiale.
Ce soutien de l'empereur n'était pas entièrement une coïncidence car les dominicains ont joué un rôle important dans la Contre-Réforme. Ce n'est qu'en 1699 que le couvent est restauré.
Cela a été suivi par le début de la reconstruction de l'église. Elle ne pourra être mise en service que 40 ans plus tard, le 4 août 1741. À cette occasion, elle s'est consacrée à l'assomption de Marie.
Une fois l'église terminée, la construction d'un nouveau monastère à la rue Mäsiarská (slovaque : Mäsiarska ulica) a commencé. Avec le soutien de la ville, il fut achevé environ un quart de siècle plus tard, en 1767.
En 1846, un incendie frappe à nouveau l'église. Bien que l'incendie se soit déclaré de l'autre côté de la ville à la Čermeľskej ceste, il s'est propagé plus loin, jusqu'au clocher de l'église, entraînant la perte de trois cloches et de plusieurs livres rares.

### XIXeetXXesiècles
Au début du XIXe siècle, avec la montée du socialisme, une école d'art populaire a été créée dans le monastère. Plus tard, lors de la révolution hongroise de 1848, les Forces armées russes se sont approprié de force l'église et l'ont transformée en magasin d'alimentation.
Au début des XIXe et XXe siècles, le couvent subit des changements et un nouvel orgue est installé.
En 1903, le clocher de l'église a été élevé à 68 mètres, de sorte qu'il était neuf mètres plus haut que la tour nord de la cathédrale Sainte-Élisabeth.
En plus du maître-autel, dédié à la Vierge Marie, l'église possède quatre autels latéraux. L'intérieur date en grande partie du XIXe siècle.
Des recherches en 1979 ont conduit à la découverte d'une fenêtre garnie d'un remplage sculpté. Cette fenêtre contraste fortement avec les fenêtres relativement modestes de l'église et constitue un élément artistique important du milieu du XIIIe siècle.
La lieu de prière a fait l'objet d'une étude du Service des monuments historiques, en 2006, avant sa restauration en 2014.
En outre, l'église est une attraction touristique en raison de son réseau souterrain de couloirs, de caves et de cryptes sous la place dominicaine.

## Style

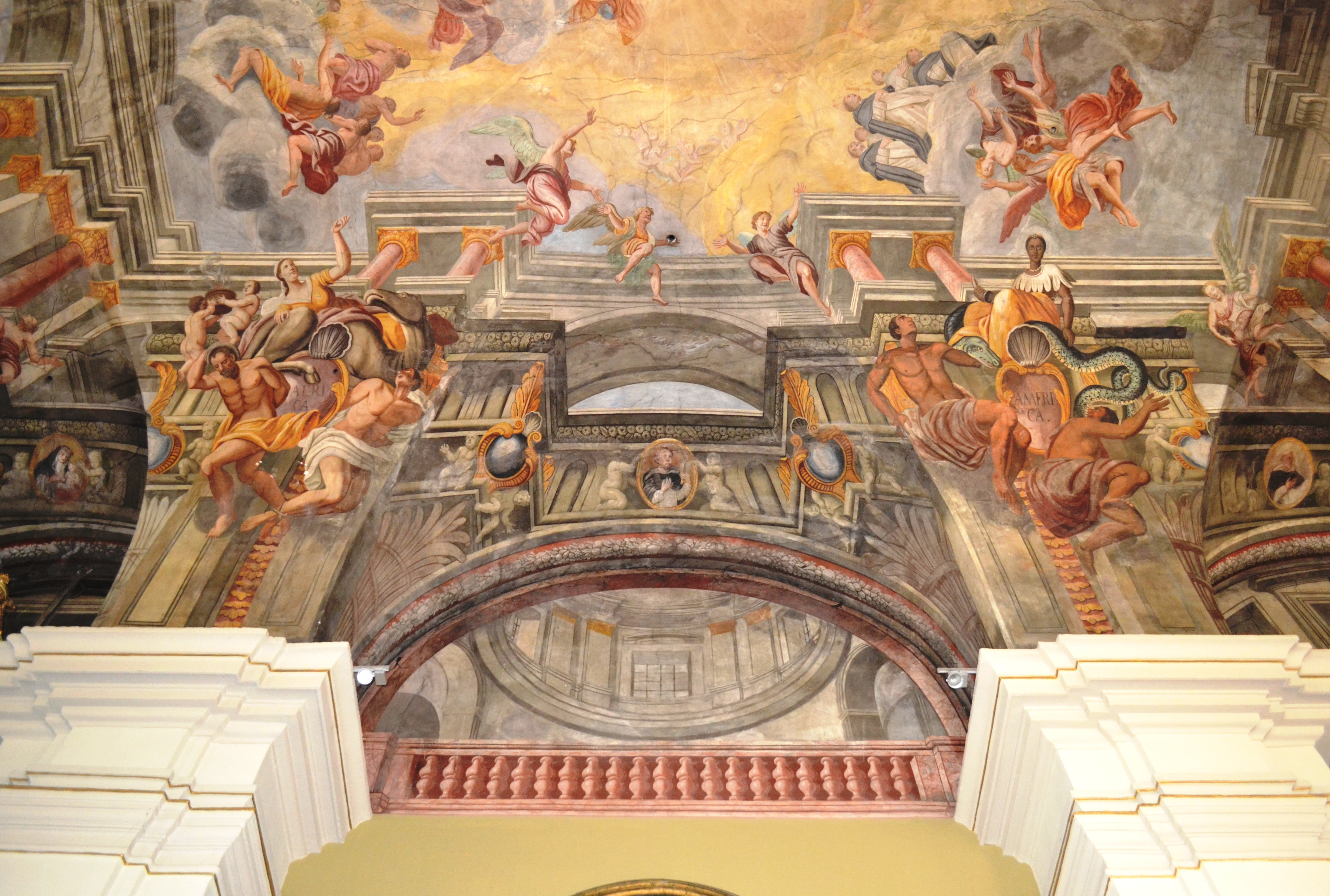
Les peintures au plafond créent l'illusion que l'église n'a ni voûte ni toit, et que l'on regarde directement le ciel.

Le sanctuaire est en style gothique.
La partie la plus ancienne de l'église est la nef de style roman.
À l'origine, il y avait des fenêtres étroites, qui ont pris leur forme actuelle lors de la reconstruction baroque.
La tour est construite du côté nord de la nef.

## Peintures murales
Entre 1750 et 1758, Štefan Vörös a décoré les murs de fresques. L'artiste a peint de fausses fissures sur les murs qui simulent une atmosphère ancienne et historique.
Les peintures au plafond créent l'illusion que l'église n'a ni voûte ni toit, et que l'on regarde directement le ciel.
Le maître-autel représente l'Assomption de la Vierge Marie, tandis que les peintures représentent Dominique de Guzmán, Catherine de Sienne et Thomas d'Aquin.

### Sources
- (nl) Cet article est partiellement ou en totalité issu de l’article de Wikipédia en néerlandais intitulé « Dominicanenkerk (Košice) » (voir la liste des auteurs).

- (sk) Cet article est partiellement ou en totalité issu de l’article de Wikipédia en slovaque intitulé « Dominikánsky kostol (Košice) » (voir la liste des auteurs).
- (sk) Kristína Markušová, Kostol a kláštor Dominikánov, 1999 - prostredníctvom cassovia.sk
- (sk) Zdeněk Němec, Košice 1780 - 1918, 1994 - prostredníctvom cassovia.sk
- (sk) Dominkánsky kostol/Nový kláštor a škola - Košice:Dnes, 28.10.2016
- (sk) Dominikáni - história rádu v Košiciach a jeho architektonických dominánt - cassovia.sk
- (sk) Dominkánsky kostol - Košice:Dnes, 28.10.2016
- (sk) Kostol dominikánov – Kostol nanebovzatia Panny Márie v Košiciach - keturist.sk
- (sk) Dominikánsky kostol v Košiciach dýcha novotou - Korzár, 19.4.2014
- (sk) Dominikánsky kostol v Košiciach - slovakia.travel, MiC Košice